# Paulinet
Paulinet (okzitanisch gleichlautend) ist eine französische Gemeinde mit 506 Einwohnern (Stand: 1. Januar 2022) im Département Tarn in der Region Okzitanien. Die Gemeinde gehört zum Arrondissement Albi und zum Kanton Le Haut Dadou (bis 2015: Kanton Alban). Die Einwohner werden Paulinétois genannt.

## Lage
Paulinet liegt etwa 22 Kilometer ostsüdöstlich von Albi. Der Fluss Dadou begrenzt die Gemeinde im Süden. Umgeben wird Paulinet von den Nachbargemeinden Le Fraysse und Alban im Norden, Curvalle im Nordosten, Massals im Osten, La Masnau-Massuguiès im Osten und Südosten, Rayssac im Süden, Teillet im Westen und Südwesten sowie Villefranche-d’Albigeois im Nordwesten.

## Bevölkerungsentwicklung
| Jahr                      | 1962 | 1968 | 1975 | 1982 | 1990 | 1999 | 2006 | 2013 |
| Einwohner                 | 1108 | 1025 | 842  | 717  | 620  | 570  | 553  | 526  |
| Quelle: Cassini und INSEE |      |      |      |      |      |      |      |      |

## Sehenswürdigkeiten
- Burg Paulin, Monument historique seit 1986

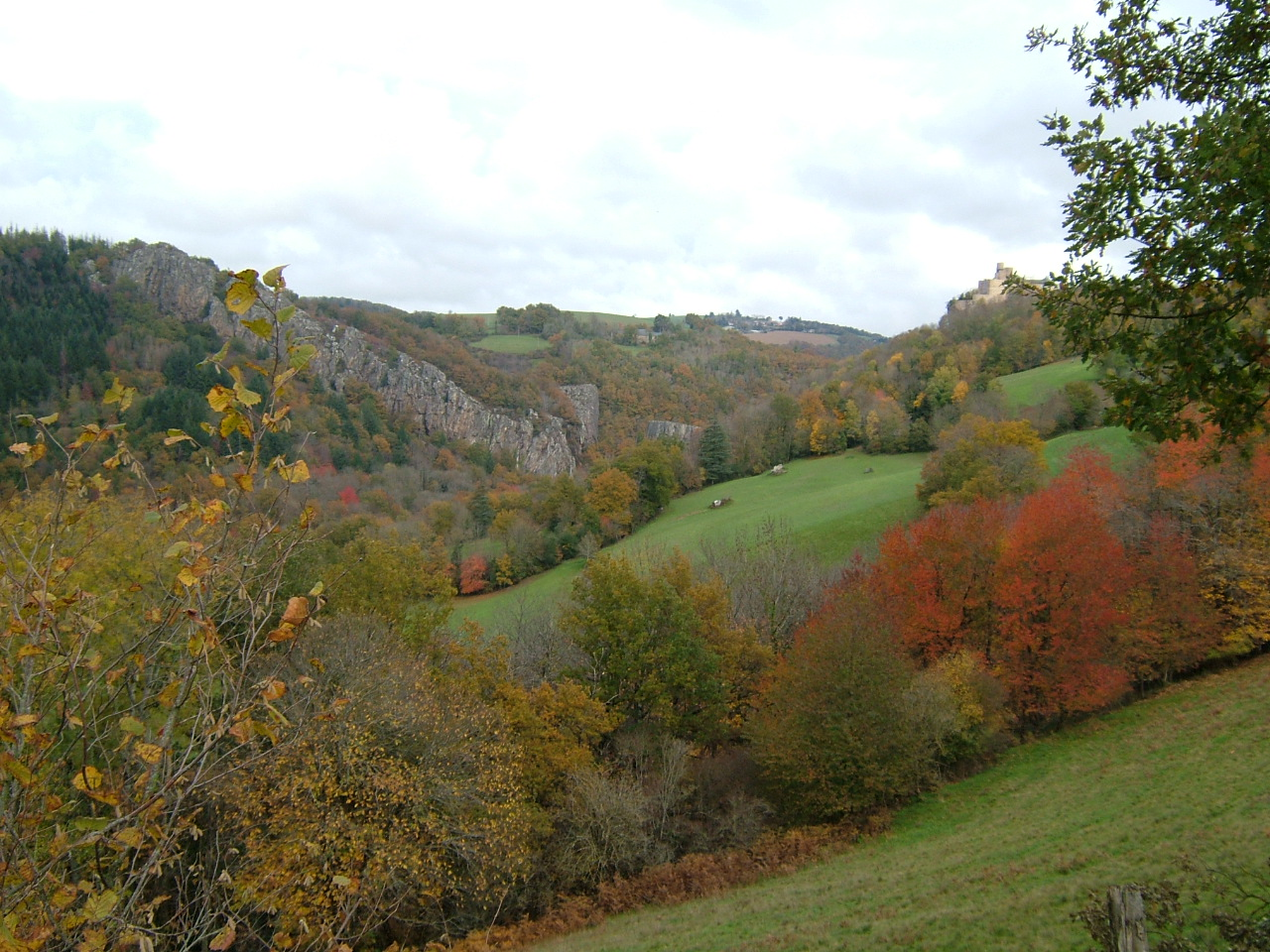
Burg Paulin